# Venusia marmoraria
Venusia marmoraria là một loài bướm đêm trong họ Geometridae.